# Walton on the Wolds

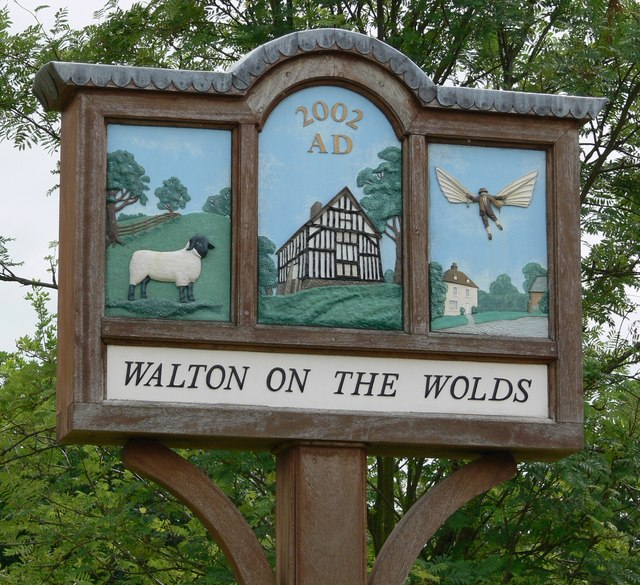
Walton on the Wolds

Walton on the Wolds ist ein Dorf und Civil parish in Charnwood, Leicestershire mit etwa 250 Einwohnern. Im Ort befindet sich die 1739 erbaute St. Mary’s Church, welche eine baufällig gewordene Kirche von 1221 ersetzte. Etymologisch leitet sich der Name Walton wahrscheinlich von Wealas ab, womit die Angelsachsen die keltische Urbevölkerung bezeichneten.
Der Ort liegt südlich von Burton on the Wolds und nordöstlich von Barrow upon Soar.

## Söhne und Töchter
- Augustus Charles Hobart, britischer Offizier in Diensten des Osmanischen Reiches